# Pierrick Duvoisin
Pierrick Duvoisin, né le 10 août 1977 à La Chaux-de-Fonds, est un technicien en microtechnique, pilote de ballon à air chaud depuis 1995. Pionnier dans le développement et la construction de ballon prototype à basse consommation, il travaille notamment sur les ECO ballons depuis 2005. À l'âge de 35 ans, il est détenteur de quatre records du monde de durée, de onze records nationaux et d’une distinction de la Fédération aéronautique internationale.

## Biographie
En mars 2001, il réalise, dans le cadre de la Piccard-Jones Trophy, un vol de distance entre Château-d'Œx et Zagreb, à 6 000 mètres d’altitude et 165 km/h devant un front chaud.
En août 2004, il participe à la Gordon Bennett. Depuis 2004, il travaille sur plusieurs projets de construction de prototype. Il immatricule du même coup le premier ballon de type construction amateur en Suisse.
En 2006 et 2007, il établit deux records du monde de durée sur les premiers ECO ballons qu’il construit avec son team « Balloon Concept ». Il bat alors les précédentes performances de durée,,.
En 2008, il reçoit un diplôme honorifique de la FAI pour le développement des « ECO ballons ». En janvier 2009, il développe le premier « ECO ballon » à double enveloppe en Suisse et le valide sous Expérimental.
En février 2010, il établit une nouvelle référence mondiale avec un vol de 27 h 41 en solo dans la catégorie AX-06 et AX-07 (1 600 m3).
En mars 2010, il est mandaté par Jean-Louis Étienne comme consultant technique et responsable du gonflage de son ballon en Arctique. En novembre 2010, il travaille comme consultant technique avec Yves Rossy « JetMan » pour son premier loop[précision nécessaire] réalisé avec son aile à réaction depuis un ballon.
En décembre 2010, il traverse les Alpes en duo dans son dernier prototype de 1 600 m3. Il consomme alors seulement 46 kg de propane et vole à plus de 5 900 amsl pendant plus de 4h30. En septembre 2011, il participe à nouveau à la coupe aéronautique Gordon Bennett pour laquelle il construit une nacelle prototype de 25 kg en matériaux composites. 
En janvier 2012, il remporte la coupe David Niven, avec un vol sur son prototype, le plus petit ballon participant à la course, avec un vol de 6h30 et 307 km .